# René Schérer
René Schérer (Tulle, França, em 25 de novembro de 1922 - 1 de fevereiro de 2023) foi um acadêmico e filósofo francês, professor emérito da Universidade de Paris 8. Era o irmão menor do cineasta Éric Rohmer. Foi um dos pensadores associados à renovação filosófica do Maio de 68. Defensor nos anos 70 de uma reinvenção da pedagogia e da relação criança-adulto, a sua obra aproxima-se à de Gilles Deleuze e Michel Foucault, conservando a sua singularidade. Voz francesa da "pedagogia da diferença", é artífice de uma crítica profunda à educação ocidental, definida como uma ação que manipula a criança levando-a à castração; a pedagogia deve, para Schérer, tutelar os direitos e facilitar uma liberação da corporeidade e da sexualidade da criança, através de uma prática formativa anticonformista e subversiva. Essas ideias ficam particularmente exprimidas no seu ensaio Émile perverti, publicado em 1974.

## Vida e obra
Antigo aluno do lycée Edmond-Perrier de Tulle e da Escola Normal Superior de Paris, René Schérer foi primeiro professor de filosofia no ensino secundário. Em 1960 defendeu na Universidade de Paris a sua tese de doutoramento Structure et fondement de la communication humaine: essai critique sur les théories contemporaines de la communication. Em 1964 publicou o seu primeiro livro, Husserl: sa vie, son œuvre e, no ano seguinte, a sua tese em forma condensada. Ele vai reeditar novamente a sua tese em 1971 numa versão rearranjada e com o título Philosophies de la communication, versão revisada que terá adotado, depois do Maio do 68, um enfoque mais marxista e revolucionário.
Em 1962 teve como aluno a Guy Hocquenghem, que se tornou mais tarde o seu colega na universidade, colaborando com ele na redação de várias obras. René Schérer participa mais tarde no Front Homosexuel d'Action Révolutionnaire (FHAR), do qual Guy Hocquenghem é outra das figuras.
Os seus primeiros trabalhos exprimem um conhecimento da filosofia alemã e de pensadores como Edmund Husserl, Emmanuel Kant, G. W. F. Hegel e Max Stirner, e têm nomeadamente como objeto a fenomenologia de Husserl ou de Heidegger.
A publicação em 1967 da obra Le nouveau monde amoureux, texto inédito até então de Charles Fourier, no qual esse último defende a livre expressão dos desejos de todos, constitui uma etapa fundamental no itinerário intelectual de René Schérer, que dedica a seguir vários estudos a Fourier. Em Charles Fourier ou la Contestation globale, Schérer considera que o pensamento utópico de Fourier não depende do ”irrealizável” mas do “ainda não realizado”. O pensamento de Fourier é o ponto de partida, para René Schérer, de uma série de estudos sobre os assuntos da utopia e a infância, nos quais defende a ideia de uma “utopia da compenetração, isto é a criação de uma sociedade na qual a expressão e a satisfação das atrações mais diversas e singulares se realizaria num clima de aprovação e de felicidade mútua”.
No contexto posterior ao Maio do 68, René Schérer dá aulas nomeadamente na Universidade de Vincennes, da qual é uma das suas figuras mais importantes, junto com Gilles Deleuze, Michel Foucault, Félix Guattari, François Châtelet ou Georges Lapassade.
Entre os assuntos tratados por René Schérer figura o da hospitalidade, que ele concebe não só como uma ética, mas como “um modo de ser que assenta numa erótica”. Para ele, a hospitalidade é uma prática que se opõe à razão de Estado e à lógica de Nação e que transgride as diferenças de classe, de idade, de raça e de sexo. A hospitalidade é concebida por ele como “erótica e subversiva”.
Sobre a infância, René Schérer desenvolve um pensamento na linha do conceito de “tornar-se criança” de Gilles Deleuze: a criança e o adulto enriquecem-se mutuamente numa “compenetração” que constitui uma alternativa à educação herdada de Rousseau, na qual a criança seria formadora do adulto tanto como adulto é formador da criança. Os trabalhos de René Schérer têm também como objeto, mas de maneira mais adicional, a homossexualidade, que ele concebe ante todo, com uma proximidade teórica a Gilles Deleuze e Guy Hocquenghem, como uma prática subversiva, num quadro revolucionário.
Em 1974, Schérer publica o ensaio Émile perverti, ou Des rapports entre l’éducation et la sexualité (título que faz referência ao Emílio, ou Da Educação, de Jean-Jacques Rousseau), onde se distancia da tradição pedagógica, denuncia a “ação infantilizadora” da escola.
Em 1976 dirige com Guy Hocquenghem o número 22 da revista Recherches, titulado Co-ire: album systématique de l’enfance, que se inspira parcialmente nos seus seminários de Vincennes dedicados à infància. A obra recebe comentários elogiosos de Michel Foucault e François Châtelet. Pelo seu lado, o filósofo Roger-Pol Droit considera que essa publicação marca o apogeu do discurso liberalizador sobre a sexualidade infantil e a pedofilia dos anos 70.
Em 1978, Schérer é um dos signatários, junto com inúmeros intelectuais, de uma petição ao Parlamento francês que pede a liberação de pessoas detidas por manterem relacionamentos amorosos com menores de idade e uma revisão do Código penal que reconheça aos menores de 15 anos (idade de consentimento na França) a capacidade para consentir relações sexuais.
Em 1982, René Schérer e Gabriel Matzneff, testemunhas da defesa no processo contra Jacques Dugué, são incriminados no 'caso do Coral'. René Schérer é indiciado sob acusações de corrução de menores,
A realizadora Franssou Prenant dedicou-lhe em 2007 um filme documentário, Le Jeu de l'oie du Professeur Poilibus.

## Publicações
- Husserl, sa vie, son oeuvre (com Arion Lothar Kelkel), Paris: PUF, col. «Philosophes», 1964.
- Structure et fondement de la communication humaine, Paris: SEDES, 1966.
- La Phénoménologie des « Recherches logiques » de Husserl, Paris: PUF, 1967.
- Charles Fourier ou la Contestation globale, Paris: Seghers, 1970. Reedição Séguier, 1996.
- Philosophies de la communication, S.E.E.S., 1971.
- Charles Fourier, l'ordre subversif (com Jean Goret), Paris: Aubier, 1972.
- Heidegger ou l’Expérience de la pensée (com Arion Lothar Kelkel), Paris: Seghers, 1973.
- Émile perverti ou Des rapports entre l’éducation et la sexualité, Laffont, 1974. Reedição Désordres-Laurence Viallet, 2006.
- « Co-Ire: album systématique de l’enfance » (com Guy Hocquenghem), revista Recherches, n.º 22, 1976.
- Une érotique puérile, Paris: Galilée, 1978.
- L’Emprise. Des enfants entre nous, Paris: Hachette, 1979.
- L’Âme atomique. Pour une esthétique d’ère nucléaire (com Guy Hocquenghem), Paris: Albin Michel, 1986.
- Pari sur l’impossible. Études fouriéristes, Saint-Denis: Presses Universitaires de Vincennes, 1989.
- Zeus hospitalier. Éloge de l’hospitalité, Paris: Armand Colin, 1993. Reedição La Table ronde, 2005.
- Utopies nomades. En attendant 2002, Paris: Séguier, 1998 (reed. Les Presses du réel, 2009).
- Regards sur Deleuze, Paris: Kimé, 1998.
- Un parcours critique: 1957–2000, Paris: Kimé, 2000.
- L’Écosophie de Charles Fourier, Paris: Economica, 2001.
- Enfantines, Paris: Anthropos, 2002.
- Hospitalités, Paris: Anthropos, 2004.
- Vers une enfance majeure, Paris: La Fabrique, 2006.
- Passages pasoliniens (com Giorgio Passerone), Villeneuve-d'Ascq: Presses universitaires du Septentrion, 2006.
- Après tout. Entretiens sur une vie intellectuelle (com Geoffroy de Lagasnerie), Paris: Cartouche, 2007.
- Pour un nouvel anarchisme, Paris: Cartouche, 2008.
- Nourritures anarchistes. L’anarchisme explosé, Paris: Hermann, 2009

### Presentações e edição de textos
- Edmund Husserl, Recherches logiques (tradução e presentação, com Hubert Elie e Ariel Lothar Kelkel), Paris: PUF, 4 vol., 1958-1963.
- Charles Fourier, Charles Fourier, l'attraction passionnée (seleção de textos e presentação), Paris: J.-J. Pauvert, 1967.
- Charles Fourier, Trois Textes sur la civilisation (prefácio), Paris: Aubier, 1972.
- Gabriel Tarde, Fragments d'histoire future (prefácio), Paris: Séguier, 1998.
- Gabriel Tarde, La Logique sociale (prefácio), Le Plessis-Robinson: Institut Synthélabo pour le progrès de la connaissance, col. «Les Empêcheurs de penser en rond», 1999.

### Sobre a obra
- Maxime Foerster, Penser le désir: à propos de René Schérer, éditions H&O, 2007, ISBN 9782845471542.